# Gakologelwang Masheto
Gakologelwang Masheto, född 1 november 1984, är en friidrottare från Botswana. Han deltog vid olympiska sommarspelen 2008.